# Ш'єр
Ш'єр (фр. Chiers, нім. Korn, люксемб. Kuer) —  річка в Люксембурзі та Франції, також протікає кордоном Франції з Бельгією. Ліва притока Мааса. Має довжину 130 км, площу басейну — 2 222 км².
Бере початок поблизу люксембурзького міста Дифферданж, на висоті 350 м. Несе свої води в переважно західному напрямку та перетинає кордон зі Францією. Тече територією французьких муніципалітетів Лонгві та Лонгюїон, далі протягом декількох кілометрів формує французько-бельгійський кордон. Продовжує нести свої води територією Франції, перетинаючи територію муніципалітетів Монмеді та Кариньян.
Впадає в Маас поблизу міста Седан.